# Kenyon (nome)
Kenyon  è un nome proprio di persona inglese maschile.

## Origine e diffusione
Riprende il cognome inglese Kenyon, a sua volta tratto da un toponimo, dall'etimologia incerta.
Il cognome Kenyon  venne reinterpretato, successivamente, come una forma anglicizzata dei cognomi gaelici Mac Coinín (da coinín, "coniglio") e Ceanfhionn (da ceann, "testa", e fionn, "bianco", "grazioso").

## Onomastico
Il nome è adespota, ovvero non è portato da alcun santo, quindi l'onomastico ricorre il 1º novembre, giorno di Ognissanti.

## Persone

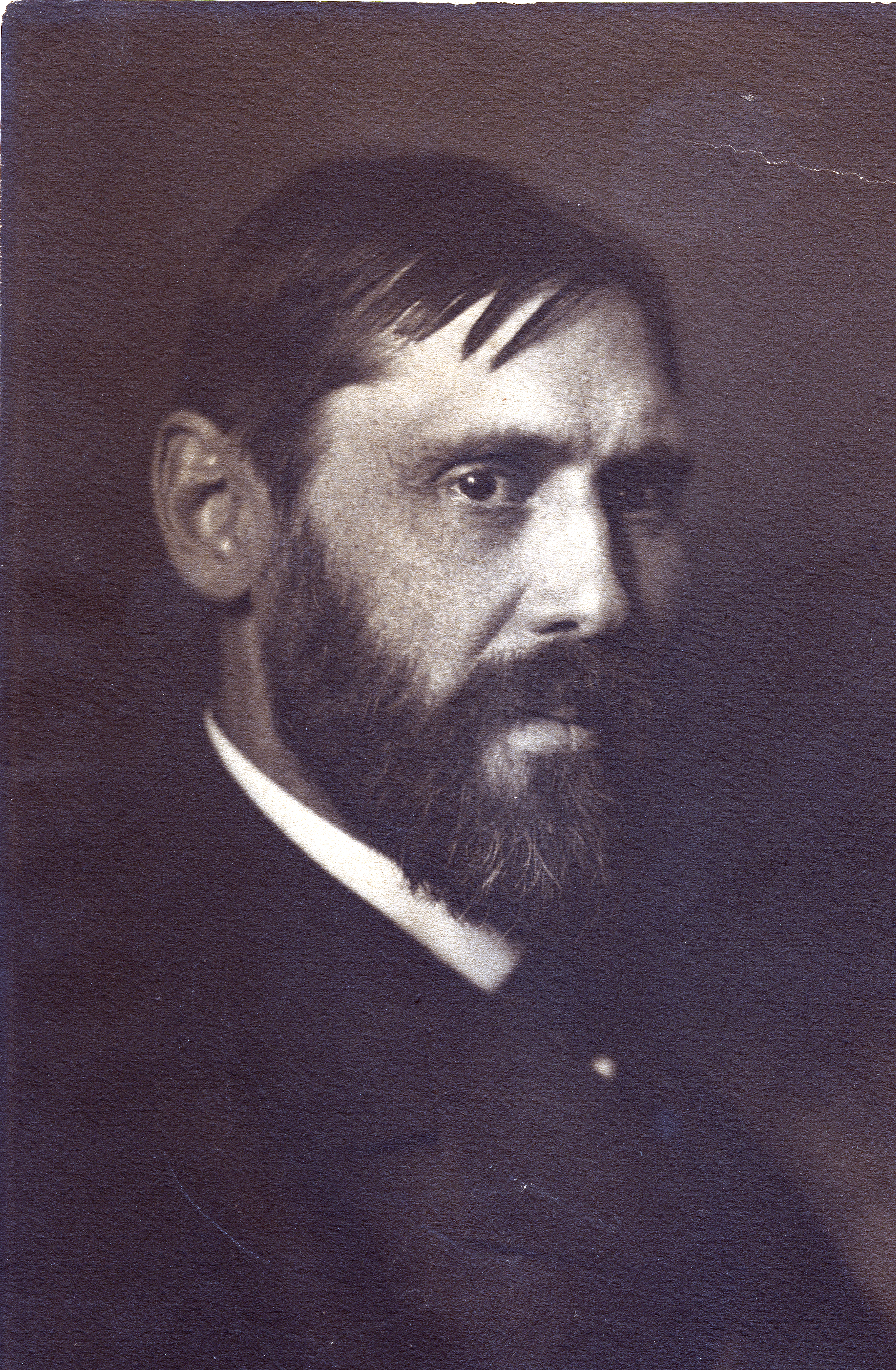
Kenyon Cox

- Kenyon Cox, pittore, illustratore, scrittore ed insegnante statunitense
- Kenyon Martin, cestista statunitense
- Kenyon McNeail, cestista statunitense

## Il nome nelle arti
- Kenyon Holmes era uno degli pseudonimi usati dallo scrittore statunitense August Derleth.